# 蒋家坪遗址
蒋家坪遗址，位于中国甘肃省永登县河橋鎮蔣家坪村，是馬家窯文化馬家窯類型與馬廠類型共存的遺址。为一个省级文物保护单位。
蒋家坪遗址的历史年代为新石器时代，屬於馬家堯文化。